# Голенищев-Кутузов, Иван Логгинович
Ива́н Ло́г(г)инович Голени́щев-Куту́зов (1 [12] сентября 1729, село Шейно, Санкт-Петербургская губерния — 10 [22] апреля 1802, Санкт-Петербург) — русский военно-морской деятель, адмирал (1782), литератор. С июня 1797 по октябрь 1798 вице-президент, а с октября 1798 по апрель 1802 президент Адмиралтейств-коллегии.

## Биография
Из дворянского рода Голенищевых-Кутузовых. Родился в семье мичмана флота. Рано оставшись сиротой (отец умер в 1737 году под Очаковым от чумы), провёл детство в родовом имении Шейно.
В марте 1742 года зачислен в Сухопутный шляхетный корпус, однако уже в 1743 году был произведен в гардемарины и переведён в Морской кадетский корпус. В 1744—1750 годах находился в кампаниях в Балтийском море, где в том числе под руководством А. И. Нагаева занимался гидрографическими съемками. В 1753—1754 годах он совершил переход из Кронштадта в Архангельск и обратно, командуя пинком «Кильдюин». В 1757—1760 годах — в должности адъютанта адмирала 3. Д. Мишукова.
1 сентября 1762 года в чине капитана 2-го ранга назначен директором Морского кадетского корпуса, прослужив в этой должности вплоть до смерти, за что заслужил прозвище «отец всех русских моряков». 11 ноября 1764 года назначен генерал-интендантом флота, членом Адмиралтейств-коллегии и наставником по морской части цесаревича Павла. В 1767—1769 годах принимал участие в деятельности Уложенной комиссии. В 1772—1792 годах — генерал-казначей, с 28 июня 1782 года — адмирал. В 1776 году отрядил М. Г. Коковцева с разведывательной миссией в Северную Африку.
В честь восшествия на престол Павла I, который с юных лет питал к нему искреннее уважение, Голенищев-Кутузов 10 ноября 1796 года был награждён орденом Андрея Первозванного. 20 июня 1797 года был назначен вице-президентом Адмиралтейств-коллегии, а 31 октября 1798 года — её президентом. В 1799 году награждён орденом св. Иоанна Иерусалимского большого креста.
По утверждению некоторых историков, император Павел I произвёл И. Л. Голенищева-Кутузова в чин генерал-фельдмаршала по флоту указом от 17 декабря 1798 года. Патент на чин генерал-фельдмаршала хранился в семье его старшего сына и погиб в Московском пожаре 1812 года. В 1829 году его второй сын Логгин Иванович Голенищев-Кутузов обратился в Государственную коллегию иностранных дел за подтверждением присвоения его отцу чина генерал-фельдмаршала, и получил свидетельство за подписью графа К. В. Нессельроде, что в архивах коллегии имеются подтверждающие документы. Однако большинство отечественных историков по-прежнему именуют И. Л. Голенищева-Кутузова адмиралом.
Умер 12 (24) апреля 1802 года, в Санкт-Петербурге. На похоронах Голенищева-Кутузова в Александро-Невской лавре присутствовал Александр I, лично утвердивший их церемониал. Один из служивших под его началом офицеров писал:
К обширнейшим познаниям сей почтенный муж присовокуплял твёрдость Петра, доброту Елисаветы и вельможничество Екатерины. Императору Павлу он давно был известен, и был им любим и уважаем. Супруга его, Авдотья Ильинишна, могла служить образцом доброты душевной и детской покорности мужу; она напоминала конец XVII и первую половину XVIII века.

## Сочинения
Разделяя идеалы Русского Просвещения, Голенищев-Кутузов был членом Академии художеств, Вольного экономического общества и Российской Академии со дня их основания. Его собственному перу принадлежат переводы с французского руководства по морскому делу П. Госта «Искусство военных флотов, или Сочинение о морских еволюциях…», «Задига» Вольтера, «Вольный философ, или Похвала четверодневной лихорадке» Г.-И. Менапиуса, «Нравоучительные письма для образования сердца» И.-Я. Душа, а также первый в России справочник по военно-морской истории («Собрание списков, содержащее имена всех служивших в российском флоте с начала оного флагманов, обер-сарваеров и корабельных мастеров…»)

## Военные чины
- Гардемарин (1744)
- Мичман (1746)
- Капитан-лейтенант (15.03.1754)
- Капитан 3-го ранга (21.01.1758)
- Капитан 2-го ранга (03.08.1758)
- Капитан 1-го ранга (1763)
- Вице-адмирал (10.07.1775)
- Адмирал (27.06.1782)

## Награды
- Орден Святой Анны 1 ст. (01.01.1775)
- Орден Святого Александра Невского (24.11.1784)
- Орден Святого Владимира 1 ст. (13.03.1788)
- Орден Святого Андрея Первозванного (10.11.1796)
- Орден Святого Иоанна Иерусалимского большой крест (1799)

## Семья
Жена — фрейлина Авдотья (Евдокия) Ильинична Бибикова (1743—1807), дочь Ильи Александровича Бибикова. В коронацию императора Павла I была пожалована орденом Св. Екатерины, статс-дама с 18 ноября 1806 года. Похоронена в Александро-Невской лавре рядом с мужем. Её сестра, Екатерина Ильинична Бибикова была женой фельдмаршала М. И. Кутузова (который, будучи дальним родственником Ивана Логгиновича, воспитывался в его доме).
Дети:
- Павел Иванович (1767—1829), военный, деятель системы образования, сенатор, литератор.
- Логгин Иванович (1769—1845), военный, литератор.
- Степанида Ивановна (1769/1770—1805/1818), была замужем за тайным советником Модестом Петровичем Бакуниным (1765—1802), а после — за действительный тайным советником бароном Андреем Яковлевичем Бюлером (1763—1843).
- Варвара Ивановна (1773—1840), с 1792 года жена тайного советника, губернатора и сенатора Михаила Михайловича Бакунина (1764—1837). Сопровождала мужа в 1796 году в Персидском походе, о чём оставила воспоминания.
- Александр Иванович (1781—1818), служил сперва с отличием в гвардии, вышел в отставку в чине полковника; «кончил тем, что спился... потому что проводил всю жизнь не таясь в кабаках, посреди грязных их посетителей, женился на {девке} и умер в сумасшествии»[11].
- Михаил Иванович, умер в детстве.